# Lille Métropole Musée d'Art moderne, d'Art contemporain et d'Art brut
Pour les articles homonymes, voir LAM.
Le LaM - Lille Métropole Musée d'art moderne, d'art contemporain et d'art brut, anciennement Musée d'art moderne de Villeneuve d'Ascq puis Musée d'art moderne Lille Métropole, est un musée français situé au cœur du parc urbain de Villeneuve d'Ascq dans la métropole lilloise, dans la région Hauts-de-France.
Seul musée en Europe à présenter simultanément les principales composantes de l’art des XXe et XXIe siècles (art moderne, art contemporain et art brut), son histoire se confond avec celle des donations reçues par la Communauté urbaine de Lille. Conçu dans les années 1970, dans le cadre de la politique nationale d'aménagement des villes nouvelles, le musée a été inauguré en 1983 pour présenter les collections de Roger Dutilleul et de son neveu et héritier Jean Masurel, reçues en donation par la Communauté urbaine en 1979. Le musée reçoit ensuite plusieurs fonds, dont le legs de la bibliothèque de Dominique Bozo en 1994, avant d'accueillir la collection d'art brut de l'Aracine en 1999. De 2006 à 2010, le musée est agrandi et rénové afin de présenter ce nouveau fonds au public.

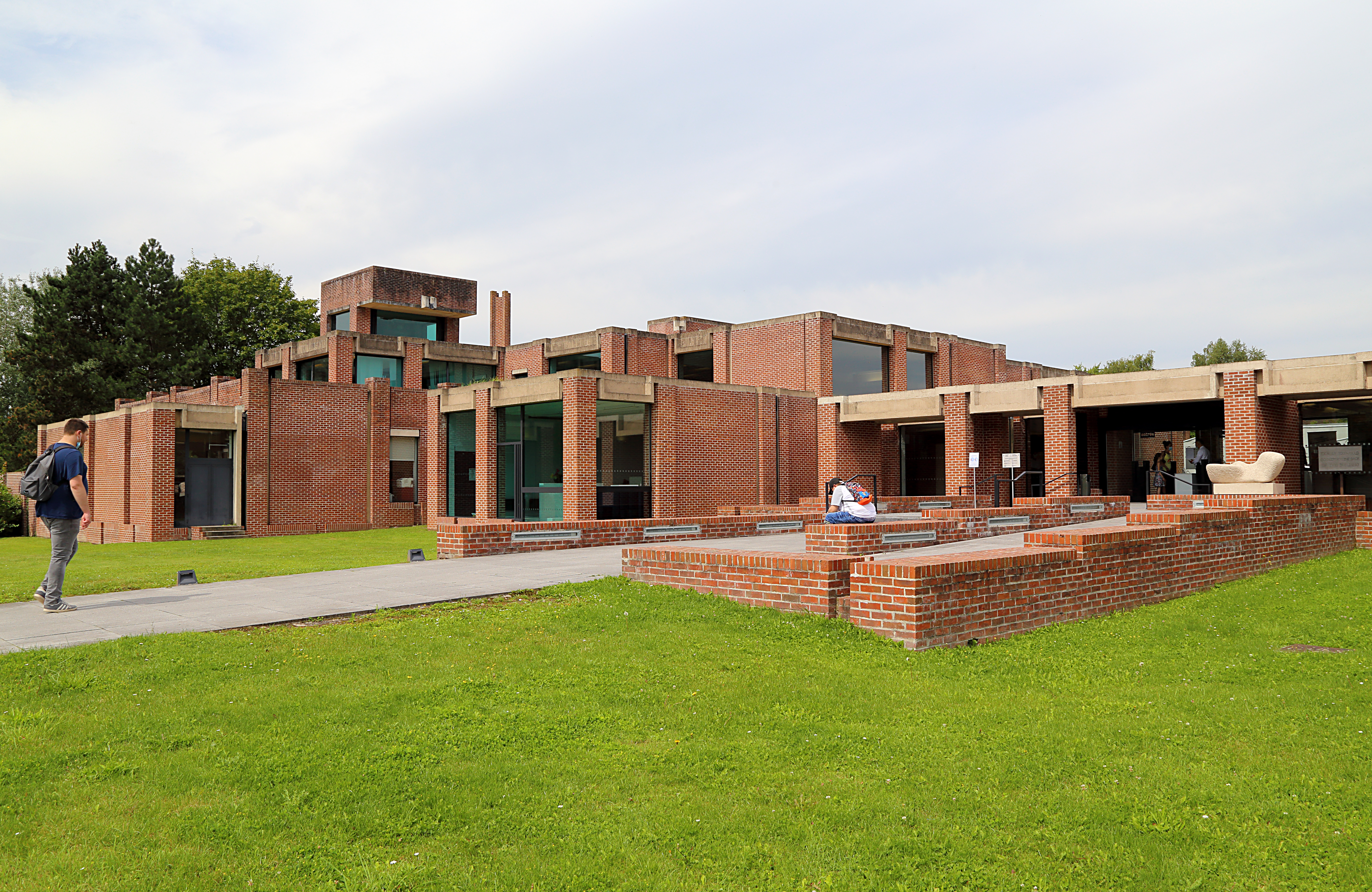
L'entrée du musée.
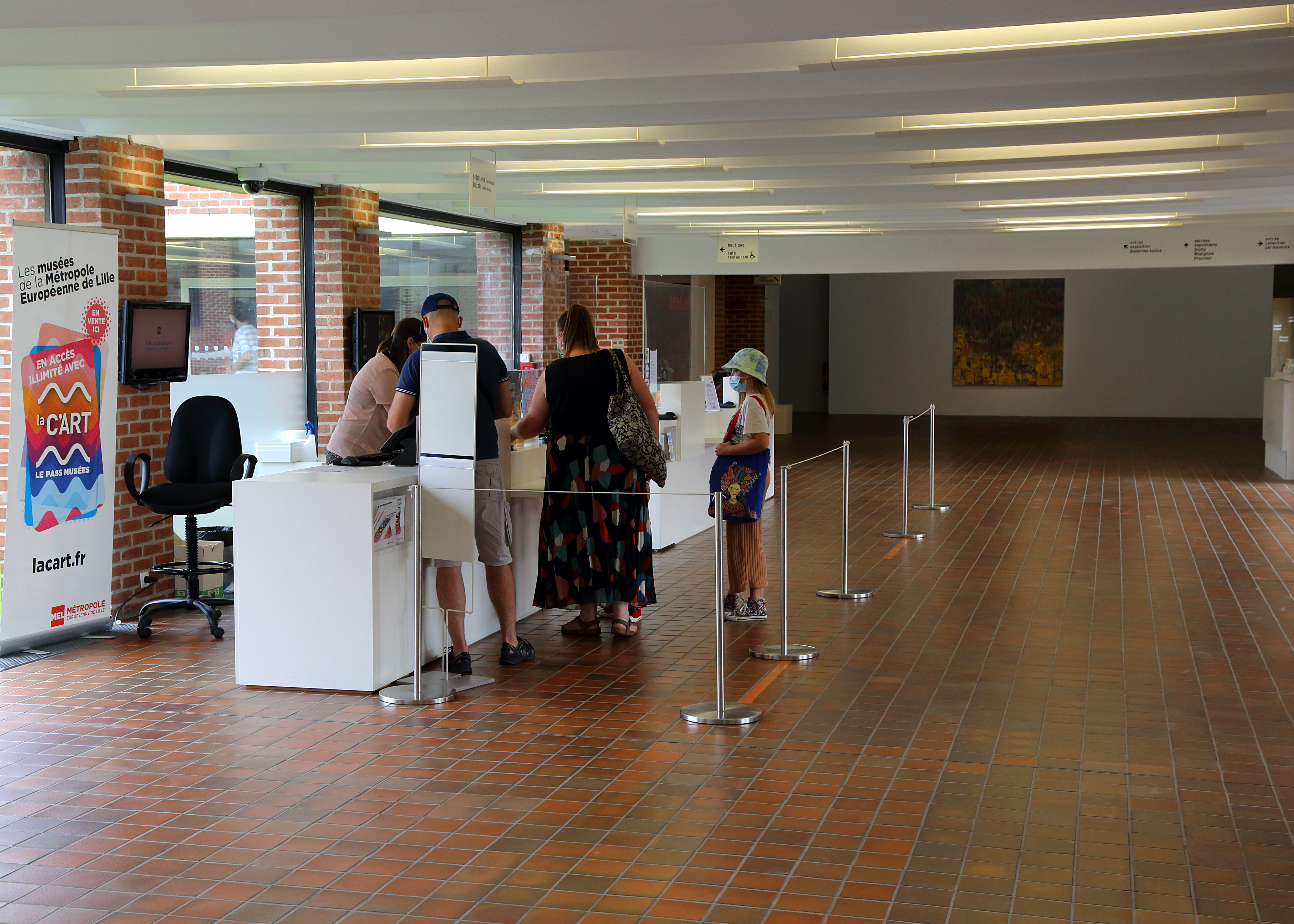
L'accueil.

Forte de plus de 7 000 oeuvres, la collection du musée comprend notamment 4 500 dessins et estampes, plus d'un millier de sculptures et objets, près de 500 peintures et une vingtaine d'installations d'art contemporain. Elle compte des œuvres d'artistes majeurs, parmi lesquels Pablo Picasso, Georges Braque, Fernand Léger, Amedeo Modigliani, Paul Klee, Joan Miró ou Alexander Calder, ainsi que le plus important fonds public d'art brut en France.
Ouvert sur un parc de sculptures de deux hectares, le LaM possède également un espace d'expositions temporaires, une bibliothèque riche de 40 000 ouvrages, des ateliers pédagogiques, un auditorium, un restaurant et une librairie-boutique.
Le bâtiment originel, conçu par l'architecte Roland Simounet, a été inscrit à l'inventaire supplémentaire des monuments historiques en 2000.

## Histoire du musée

### Création du musée

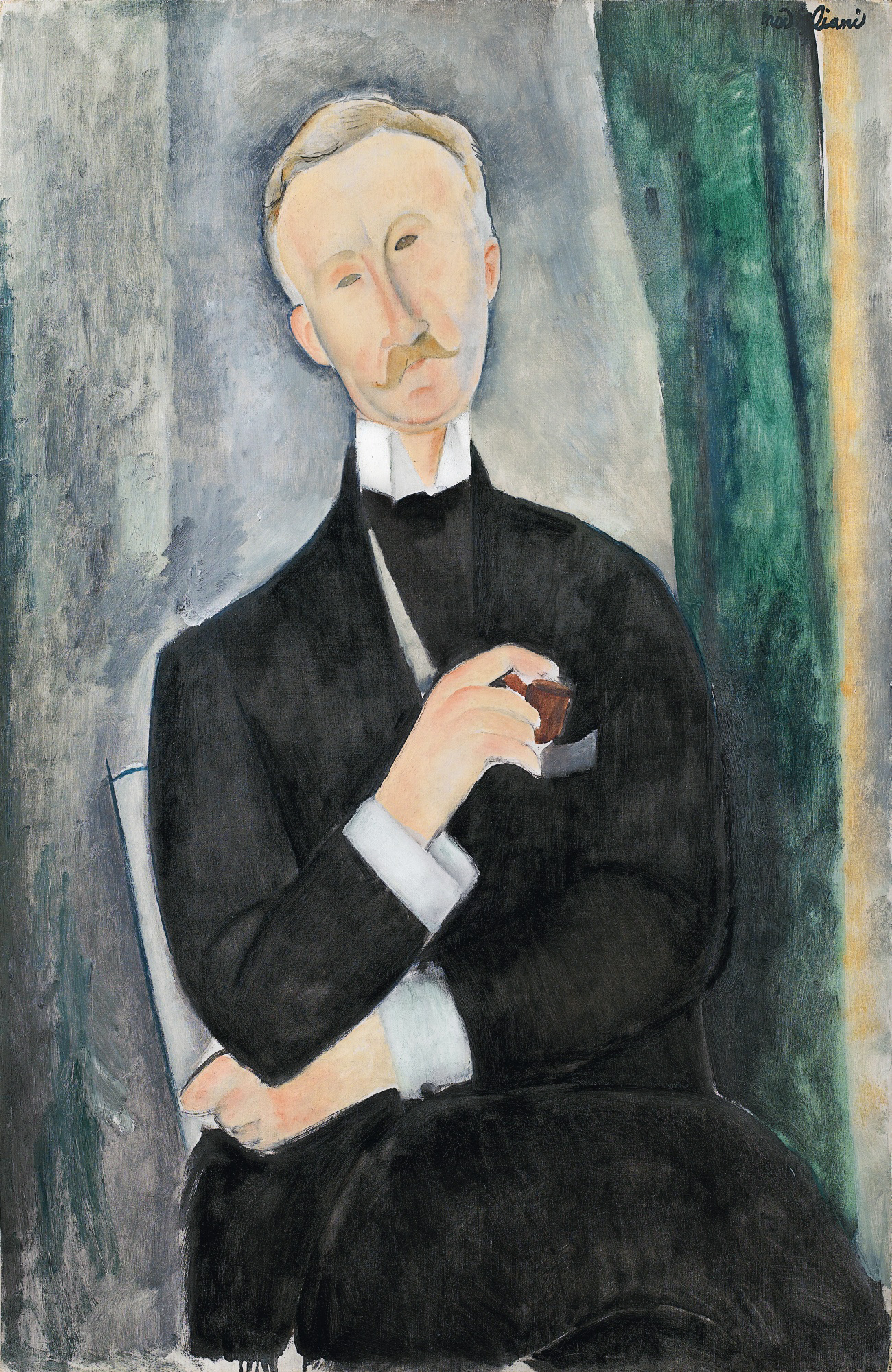
Roger Dutilleul (1919), par Modigliani

Le noyau initial de la collection du musée est constitué de la collection de Roger Dutilleul, rentier parisien qui commence sa collection en 1905 auprès de grands marchands, comme Ambroise Vollard ou Léonce Rosenberg, mais surtout de Daniel-Henry Kahnweiler, dont il est l'un des premiers clients à partir de 1907. Il acquiert d'abord des tableaux de Georges Braque et de Pablo Picasso, alors inconnus, puis soutient des artistes comme Amedeo Modigliani, Fernand Léger ou André Lanskoy, dont il est le principal acheteur pendant des années. Roger Dutilleul transmet sa passion à son neveu, Jean Masurel, issu d'une riche famille roubaisienne de négociants en laine, qui commence sa propre collection avec des œuvres de Picasso, Paul Klee, Vassily Kandinsky, et devient le protecteur d'Eugène Leroy et d’Arthur van Hecke, auxquels il fournit un atelier à proximité de sa demeure, à Mouvaux. En 1956, peu avant sa mort, Roger Dutilleul répartit sa collection et en transmet une large part à Jean Masurel qu'il considère comme son successeur en la matière.
Dès la fin des années 1960, Jean Masurel se préoccupe de rendre sa collection accessible au public. Il envisage un temps de s'associer à Albert Prouvost, lui aussi collectionneur, pour créer une fondation. Mais il est vite convaincu qu'il faut un musée disposant de fonds publics pour assurer la pérennité de la présentation de la collection. L’hypothèse d’une donation au palais des Beaux-Arts de Lille ayant été écartée par Jean Masurel qui rêve d’un musée consacré à sa collection, c’est finalement Jean-Eudes Roullier, secrétaire général du Groupe central des villes nouvelles, notamment chargé de l'aménagement de la ville nouvelle de Lille-Est, qui prend l'initiative de le contacter. À la recherche d’équipements culturels pour ses villes nouvelles, Roullier confie à Michel Guy, secrétaire d’État à la Culture, le soin de négocier avec Jean Masurel les termes d’une donation et les conditions de sa présentation au public, étant entendu que cela ne doit pas être dans un musée de l'État. En avril 1975, la conception du mécanisme de donation étant suffisamment avancée, Dominique Ponnau, chef de l'inspection générale des musées classés et contrôlés, organise une rencontre avec Jean Masurel et Arthur Notebart, président de la communauté urbaine de Lille. Il s'agit à présent de convaincre Arthur Notebart, patron de la ville nouvelle, de l'intérêt du projet de musée. Il n'hésite pas longtemps et, le 30 mai, le choix du terrain où doit s’élever le futur musée est arrêté en concertation avec le donateur. Le 6 juin, le directeur des musées de France annonce que la participation de l’État à sa construction sera de 40 % et, quelques mois plus tard, Arthur Notebart décide que la Communauté urbaine assurera elle-même la maîtrise d'ouvrage et la conduite du chantier.
Mais les formalités administratives de concrétisation de l'opération sont longues et ce n'est que le 16 octobre 1979 que Jean Masurel apporte une grande partie de sa collection et de celle qu'il a héritée de Roger Dutilleul à la Communauté urbaine de Lille. La donation compte 219 pièces représentant divers courants de l'art moderne, allant du fauvisme à l'art naïf en passant par le cubisme et le surréalisme. Elle est assortie de plusieurs conditions, parmi lesquelles figurent l'accès du grand public à la collection, la poursuite des acquisitions, l'ouverture à l'art contemporain, l'organisation d'expositions temporaires, la mise en place d'activités pédagogiques et l'installation au sein d'un environnement naturel permettant la création d'un parc de sculptures.

### Construction du musée
Dès avant la conclusion de la donation, le ministère de la Culture recrute un conservateur, Pierre Chaigneau, qui arrive à Lille le 1er avril 1977. Il est notamment chargé d'organiser un concours national d'architecture pour la réalisation du musée. Sept équipes françaises répondent au concours ouvert en juillet 1977, parmi lesquelles trois sont nommées par le jury : celles de Roland Simounet, de Wladimir Mitrofanoff et de Jean-Pierre Watel. Le 30 mars 1978, à l'issue d'un vote du jury à bulletin secret, c'est le projet proposé par Roland Simounet qui est retenu à la quasi-unanimité. Le 23 mai 1980, Arthur Notebart pose la première pierre du Musée d'art moderne de Villeneuve d'Ascq, destiné à accueillir les collections de Roger Dutilleul et de Geneviève et Jean Masurel. Mais au fil des travaux, les conflits entre le donateur, le conservateur et l'architecte, qui cherchent tous à faire prévaloir leur point de vue, se multiplient et atteignent une telle ampleur qu'en juin 1981, Arthur Notebart décide d'exclure Roland Simounet du chantier. Il est toutefois réintégré quelques mois plus tard, après l'intervention de Jack Lang, alors ministre de la Culture. Ces tensions entravent l'avancement des travaux, mais conduisent aussi à infléchir le projet - dont la surface passe de 7 600 m2 à 9 000 m2 - et à en accroître le coût. Ce dernier atteint ainsi 57,5 millions de francs, au lieu de 35 millions prévus, dont 30,5 millions de francs pris en charge par l'État.
Au terme de trois années de travaux, le musée est finalement inauguré le 21 mai 1983, puis ouvre ses portes au public le 17 novembre 1983 en présence de Jack Lang. Conformément aux désirs du donateur, le musée est placé face à une peupleraie, au cœur d'un parc de sculptures. Constitué de volumes simples, modulaires, imbriqués les uns dans les autres sur un plan horizontal d’ouest en est, le bâtiment de Simounet est construit en béton revêtu d’un parement de briques. Surmonté de toits-terrasses, mêlant références méditerranéennes et tradition locale, il comporte deux ailes asymétriques reliées par une galerie vitrée, ouverte au sud sur le parc, au nord sur un patio. L’aile ouest, surmontée d’un belvédère, abrite les services administratifs, les réserves et les ateliers pédagogiques, l’aile est les espaces d’exposition. C’est par le portique central donnant sur le parc que s’effectue l’entrée. L’espace accessible au public est organisé autour d’une salle de repos centrale ouverte sur le jardin. Les salles d’exposition sont toutes de dimensions différentes, agencées en un dédale labyrinthique qui ménage de nombreux coins et recoins tout en créant une atmosphère « domestique » propice à la présentation d’une collection privée. Toutes sont éclairées par la lumière naturelle, soit au moyen de baies vitrées, soit par un système d’éclairage zénithal.
En octobre 2000, le musée est inscrit à l’inventaire supplémentaire des monuments historiques.

### Rénovation et extension
Le 22 janvier 1999, la collection est enrichie d'une donation d'art brut faite par l'association L'Aracine. Abritée de 1984 à 1996 dans les sous-sols du Château Guérin à Neuilly-sur-Marne, la collection constituée par L'Aracine depuis 1982 est devenue la principale collection d’art brut en France. Dès 1986, la Direction des Musées de France lui confère la qualité de musée contrôlé. Mais, au milieu des années 1990, la ville de Neuilly-sur-Marne ne souhaite pas s'engager davantage et l'association décide de fermer le musée. En 1995, la Direction des Musées de France propose alors à L’Aracine de donner sa collection à la Communauté urbaine de Lille pour qu'elle l'accueille dans son Musée d’art moderne. De nouveau, l'acte de donation signé entre Madeleine Lommel, Présidente de L'Aracine, et Pierre Mauroy, Président de la Communauté urbaine de Lille, stipule que la Communauté urbaine s'engage à construire des réserves et des salles permettant de présenter séparément ce nouveau fonds au public. Cet engagement vient s'ajouter à l'accroissement de la collection du musée au fil des ans pour justifier une restructuration et un agrandissement de l'édifice.
En 2002, Manuelle Gautrand est lauréate d'un concours international pour la restructuration et l'extension du musée. Le projet prévoit un agrandissement du musée à l'est et au nord et la création de nouveaux espaces d'exposition et de réserves, ainsi que d'une bibliothèque. En janvier 2006, le musée, renommé Musée d'art moderne Lille Métropole, ferme en vue de la réalisation de travaux d'extension. La restructuration du bâtiment de Simounet est confiée à l'agence Étienne Sintive, architecte du patrimoine à Lille, quand l'agrandissement du musée, confié à Manuelle Gautrand, prévoit une extension de 2 700 m2.
Le 21 septembre 2010, le musée est inauguré en présence du maire de Villeneuve d'Ascq, Gérard Caudron, de la Maire de Lille, Martine Aubry, du ministre de la Culture, Frédéric Mitterrand, du président du conseil général du Nord, Bernard Derosier, du préfet de région, Jean-Michel Bérard, et de Pierre Mauroy. Le musée rouvre le 25 septembre, sous un nouveau nom, le Lille Métropole musée d'Art moderne, d'Art contemporain et d'Art brut (LaM). Le coût total des travaux s'est élevé à 29,7 millions d'euros.
À l'issue des travaux, le musée présente une surface totale de 11 000 m2 dont 4 000 m2 de surface d'exposition : 1 100 consacrés à l'art brut, 950 à l'art moderne, 600 à l'art contemporain, 1 000 pour les expositions temporaires, 350 aux zones de repos, à l'espace multimédia et aux couloirs. Il comprend également un auditorium de 100 places, un café-restaurant de 60 couverts, et un logement de fonction pour le conservateur du musée.

Quelques salles du musée
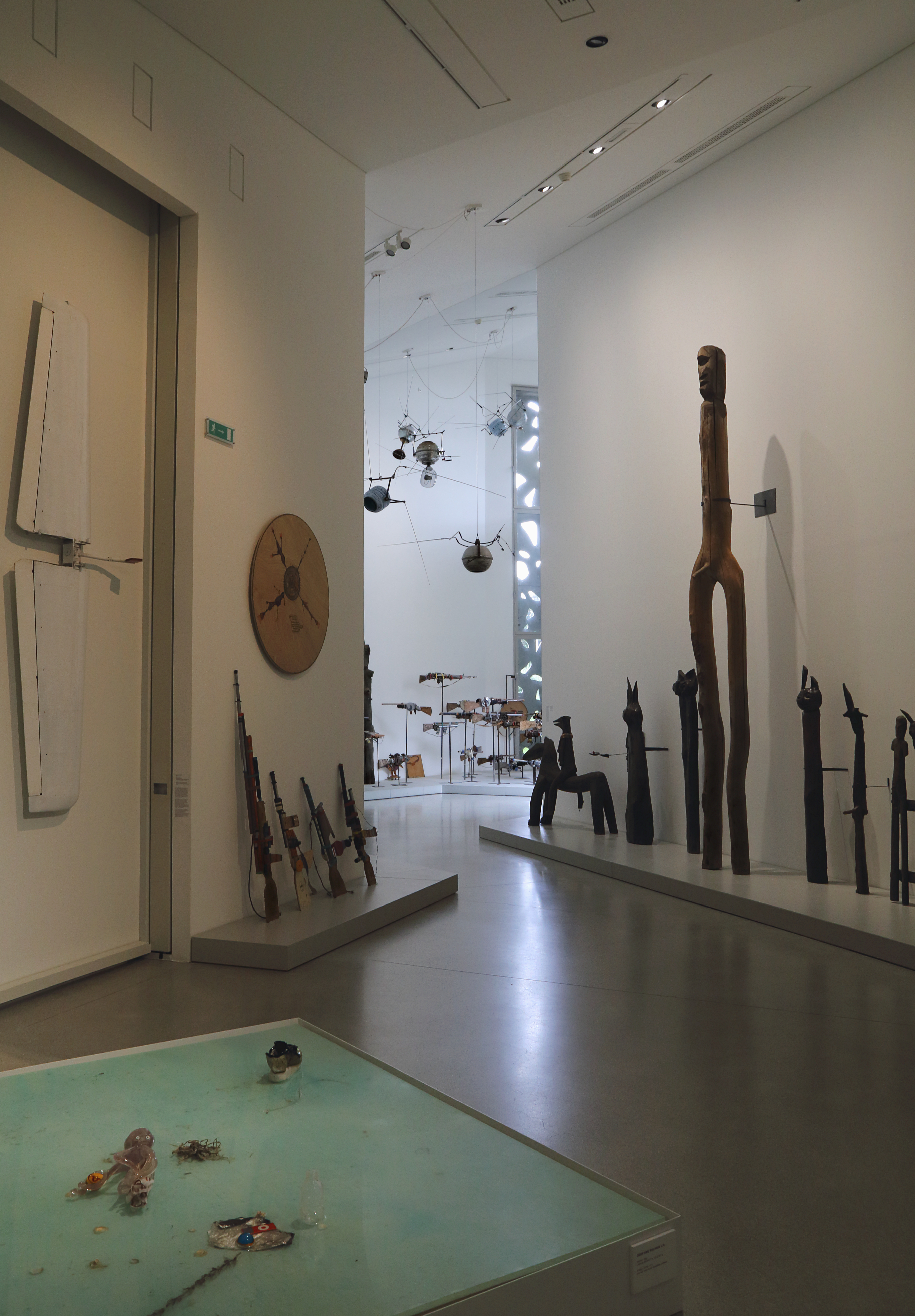
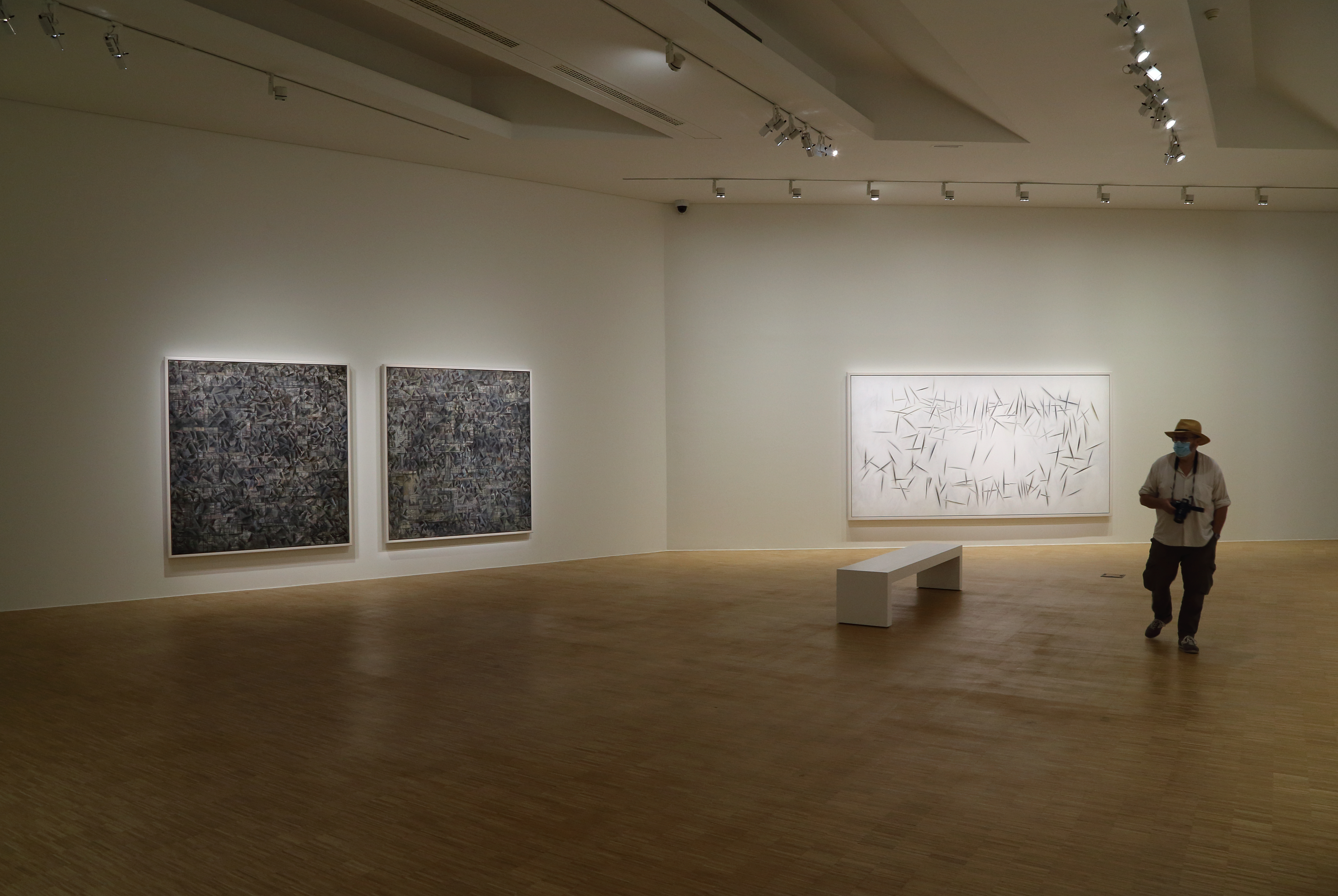
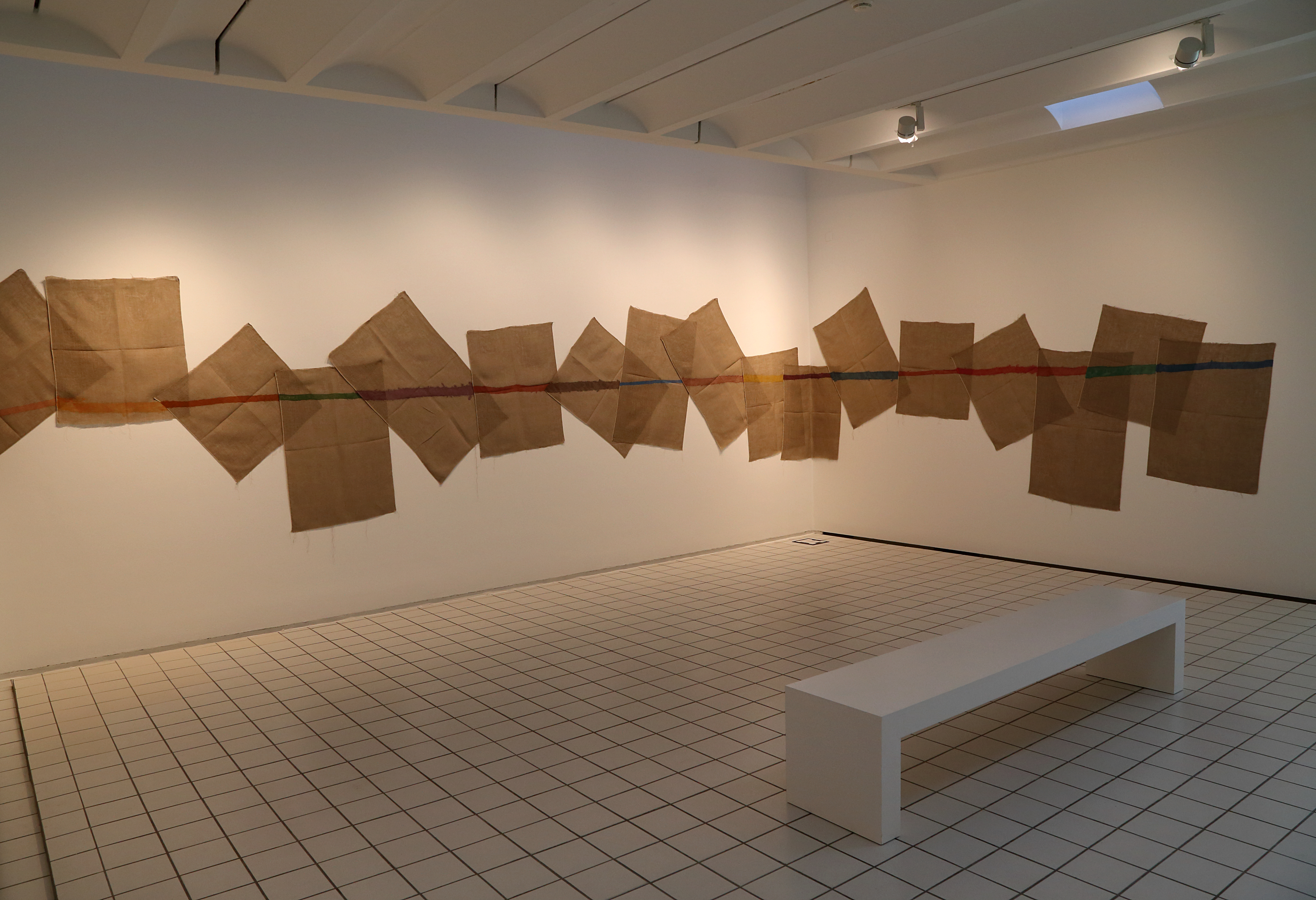
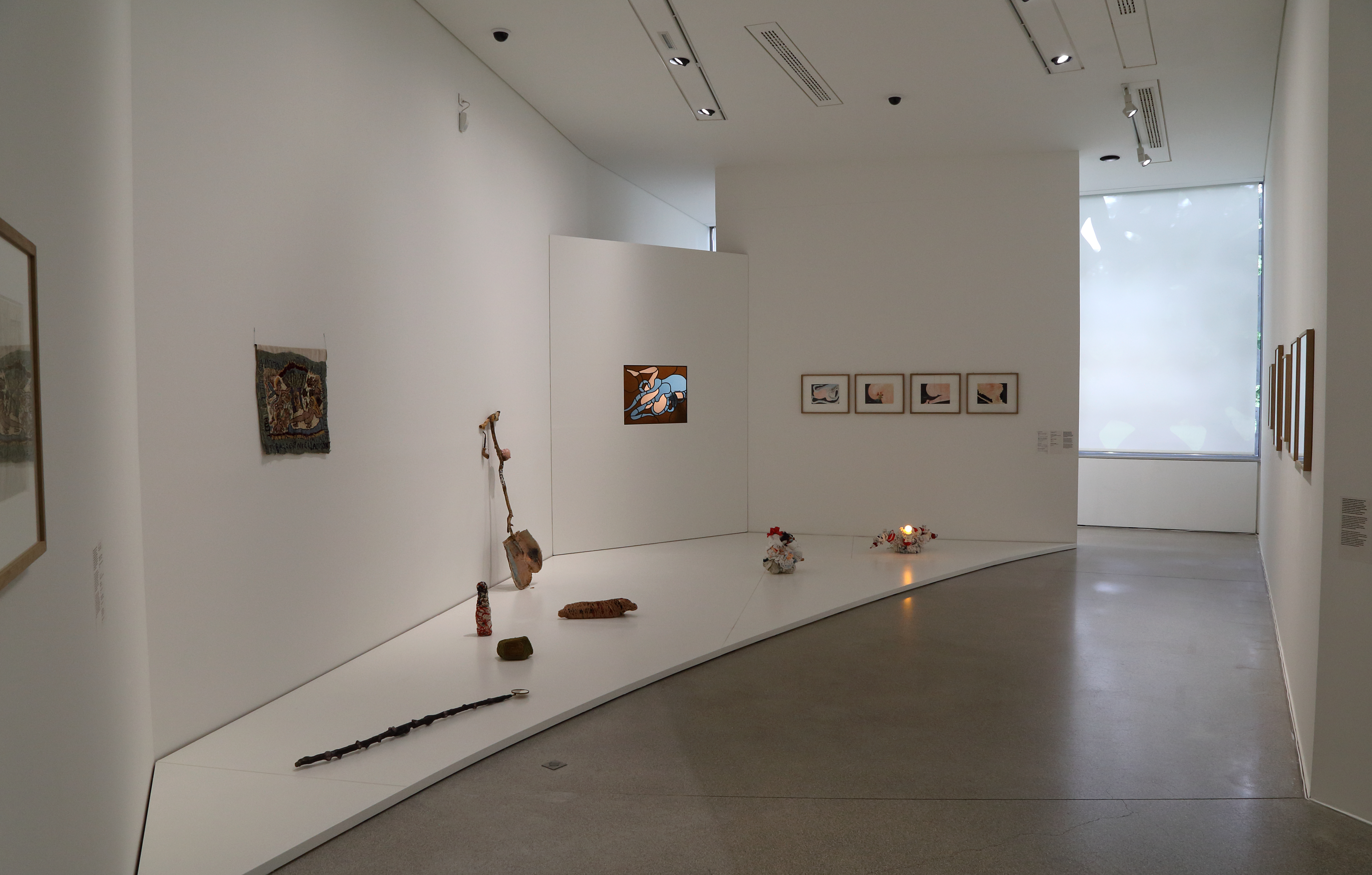
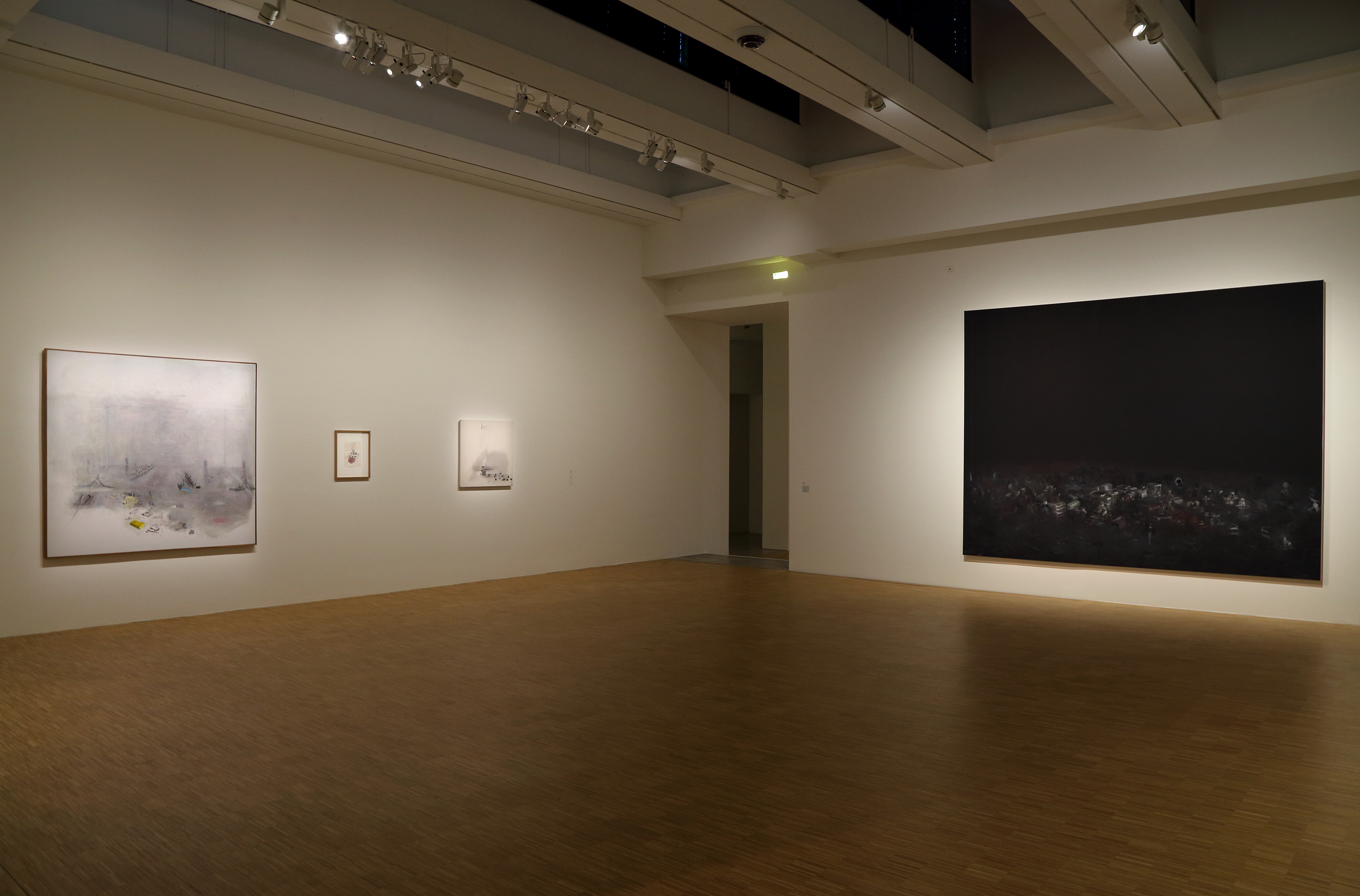
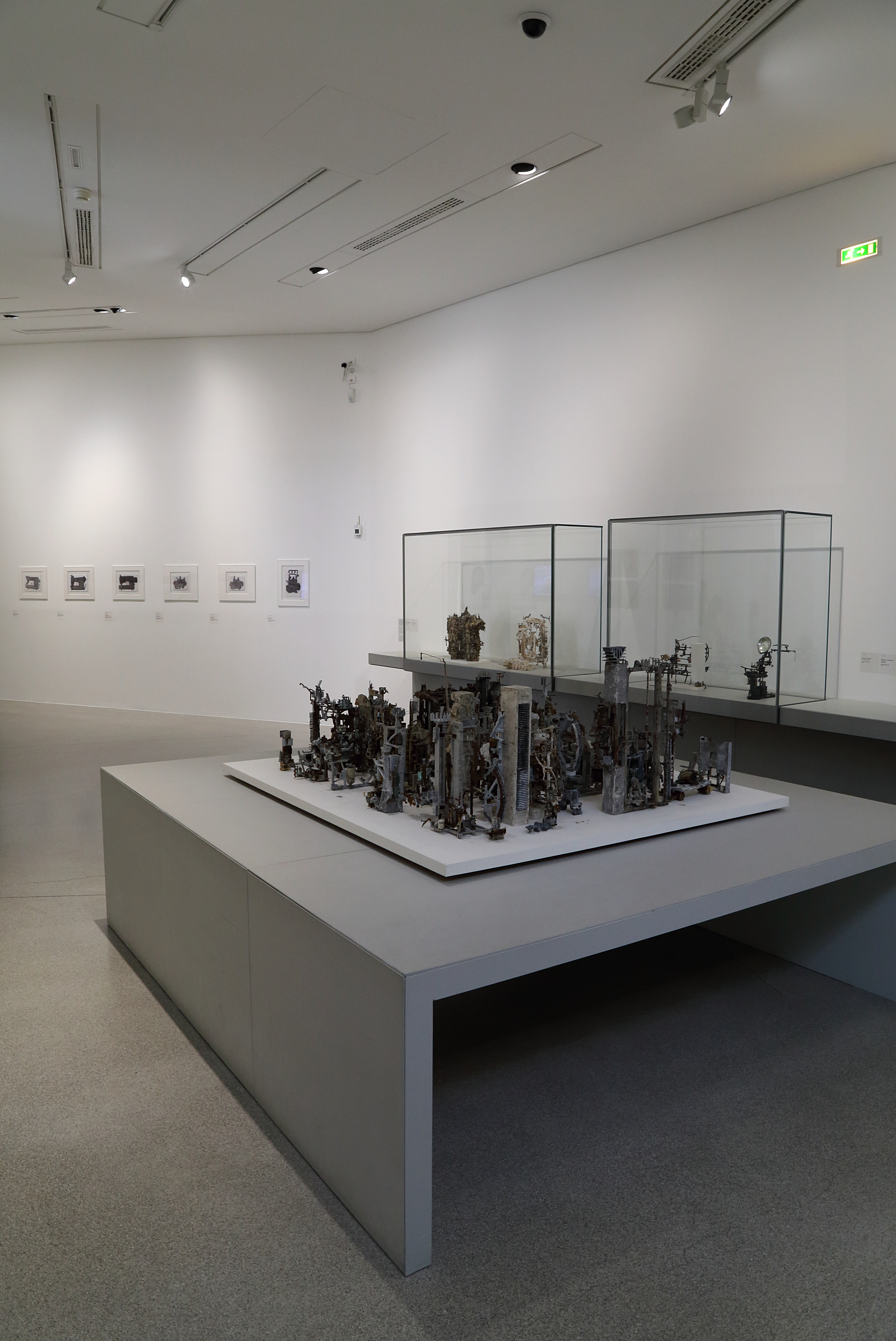

## Collections du musée
Le musée conserve plus de 6 700 pièces, parmi lesquelles 4 500 dessins et estampes, un millier de sculptures, près de 500 peintures et une vingtaine d'installations d'art contemporain.

### Collection d'art moderne
Le fonds d’art moderne s’organise principalement autour de deux grandes dimensions issues de la collection de Roger Dutilleul, poursuivies par Jean Masurel.
D’abord, un ensemble d’œuvres fauves, de Kees van Dongen, André Derain, Georges Rouault ou Maurice Marinot, mais surtout d’œuvres cubistes, dont neuf tableaux de Pablo Picasso, six de Georges Braque, sept de Fernand Léger, sept de Serge Charchoune, six d’Eugène-Nestor de Kermadec ou huit sculptures d’Henri Laurens.
Ensuite, un ensemble d’œuvres d’artistes figuratifs de l’École de Paris, en particulier six peintures d’Amedeo Modigliani, deux de Youla Chapoval, trois de Serge Poliakoff, sept de Francisco Bores, une quarantaine d’André Lanskoy et une de Léopold Survage.
La première dimension est complétée par quelques peintures et des dessins surréalistes de Victor Brauner, Max Ernst, Paul Klee, André Masson ou Joan Miró, tandis que la seconde est prolongée par des œuvres d’artistes de la nouvelle école de Paris comme Bernard Buffet, Henri Epstein, Maurice Estève, Alfred Manessier ou Raoul Ubac.
La collection comprend également des œuvres d’artistes du Nord, parmi lesquels Eugène Dodeigne, Eugène Leroy, Jean Roulland ou Arthur Van Hecke, et des peintures naïves, d’André Bauchant, Camille Bombois, Gertrude O'Brady ou Louis Vivin qui, en complément de quelques œuvres de Gaston Chaissac, établissent un lien avec la collection d’art brut.

### Collection d'art contemporain
Dans le fil des dominantes précubiste et cubiste de la donation Masurel, les collections d’art contemporain se sont d’abord constituées autour de deux axes principaux.
D’une part, l’abstraction picturale des années 1960-1980, de l’abstraction géométrique avec des œuvres de Luc Peire, Jean Dewasne ou Geneviève Claisse, à l’abstraction lyrique avec des pièces de Martin Barré, Olivier Debré, Jean Degottex, James Guitet, Georges Mathieu ou Pierre Soulages, en passant par l’exploration de la relation peinture/écriture de Gérard Duchêne et Jean Mazeaufroid, par des œuvres du groupe BMPT avec Olivier Mosset et Michel Parmentier, ou encore par le mouvement Supports/Surfaces avec Marc Devade et Daniel Dezeuze.
D’autre part, la nouvelle figuration et la figuration narrative avec des pièces d’Eduardo Arroyo, Dado, Erró, Peter Klasen, Bernard Moninot, Bernard Rancillac, Peter Stämpfli, Hervé Télémaque ou les Calligraphies d'humeur et les Peintures Noir et Blanc de Jean-Michel Sanejouand.
Une nouvelle direction a ensuite été investie, autour de l’idée de classement des faits et des images, classement de textes avec Art and Language, de matériaux avec Jean-Sylvain Bieth, Alighiero Boetti ou Daniel Buren, de photographies avec Christian Boltanski, d’objets avec Allan McCollum ou Annette Messager, de signes avec Bertrand Lavier ou Matt Mullican (en).
Enfin, un dernier axe a été décliné autour de l’engagement ou l’implication de l’artiste dans l’actualité avec les objets de récupération de Georges Adéagbo, les photographies de Lewis Baltz, les dispositifs filmiques de Harun Farocki, les décors actionnistes de Robert Filliou ou Dennis Oppenheim, les compositions affichistes de François Dufrêne, Jacques Villeglé, Raymond Hains ou Mimmo Rotella.

### Collection d'art brut
Le fonds d'art brut est présenté au sein de l'extension conçue par Manuelle Gautrand entre 2006 et 2010. Il est constitué d'œuvres historiques et de créations plus récentes d'artistes parmi lesquels :
- A.C.M.
- Franz Artenjak
- Josef Bachler
- François Baloffi
- Joseph Barbiero
- Anonyme dit les Barbus Müller[10], Tête avec coiffe (19??), granit et pierre de Volvic
- Larry Bissonnette (en)
- Benjamin Bonjour
- Thérèse Bonnelalbay
- David Braillon
- Gustave Cahoreau
- Roger Chomeaux, dit Chomo
- Léonide Chrol
- Aloïse Corbaz, Cloisonné de théâtre
- Aloïse Corbaz, sans titre (entre 1918 et 1964), crayon de couleur, craie grasse et fil cousu sur papier
- Aloïse Corbaz, Noël / Château de Blümenstein / Ange (vers 1940-1945)
- Fleury Joseph Crépin, Tableau merveilleux n° 35 (1948), huile sur toile
- Fleury Joseph Crépin, Tableau n° 282 (1945), huile sur toile
- Henry Darger, At Phelantonberg. They are persued but rescued by the Christian soldiers (avant 1973), recto décalque, aquarelle et papier collé sur papier
- Paul Engrand
- Johann Fischer
- Auguste Forestier, Personnage à profil d’aigle (1935-1949), bois, tissu, cuir et métal
- Adolphe Julien Fouéré, Homme-animal
- Madge Gill, Sans titre, (1923-1932), encre de Chine sur revers de carte postale
- Madge Gill, Sans titre (1954), encre sur papier cartonné
- Ted Gordon
- Martha Grünenwaldt
- René Guisset
- Johann Hauser
- Margarethe Held
- Rudolf Horacek (de)
- Georgine Hu
- Jaber Al Mahjoub
- Vojislav Jakic
- Aimable Jayet
- Rosemarie Koczy
- Johann Korec
- Hans Krüsi
- Solange Lantier
- René le bedeau
- Jules Leclercq
- Jean Lefèvre
- Augustin Lesage, Composition décorative (1936)
- Augustin Lesage, L’Esprit de la pyramide (1926), huile sur toile
- Augustin Lesage, Les Mystères de l'Antique Égypte (1930), huile sur toile
- Alexandre Lobanov
- Raphaël Lonné
- Séraphine Louis
- Dwight Mackintosh
- Pascal-Désir Maisonneuve, La reine Victoria (vers 1927-1928)
- Joseph Ernest Ménétrier dit Josome Hodinos
- Clyde Eugene Merritt
- Gaston Mouly
- Élise Müller, La fille de Jaïrus (1913), huile sur toile
- Michel Nedjar
- Helmut Nimczewski
- Jean Perdrizet
- The Philadelphia Wireman
- Jean Pous
- Guillaume Pujolle, L’Astronome (1946), gouache, aquarelle, crayon de couleur, encre et produits pharmaceutiques sur papier
- Émile Ratier
- Marco Raugei
- Hélène Reimann
- André Robillard, Fusil à tête atomique russe CCCP URSS (1985)
- André Robillard, Fusil U.S.A Fichter ARWK (1982), technique mixte bois, ruban adhésif, boîte de conserve, tube en plastique et métal, clou, élément de robinetterie, couvercle en plastique, câble, stylo-feutre
- Jane Ruffié
- Philipp Schöpke
- Judith Scott
- Victor Simon
- Jean Smilowski
- Ionel Talpazan
- Ni Tanjung
- Gaston Teuscher
- Jean Tourlonias
- Louise Tournay
- Oswald Tschirtner
- Willem Van Genk, Minsk-Moscva (1966-1967)
- Joseph Vignes
- Josué Virgili, Visage-soleil
- Theodor Wagemann
- August Walla
- Kurt Wanski
- Alois Wey
- Theo Wiesen
- Scottie Wilson
- Josef Wittlich
- Adolf Wölfli
- Joseph Yoakum, Beverlie Bayonne
- Carlo Zinelli, Grande fiore verde e giallo, macchina e figure (1968), recto, gouache, crayon graphite et stylo à bille sur papier épais filigrané

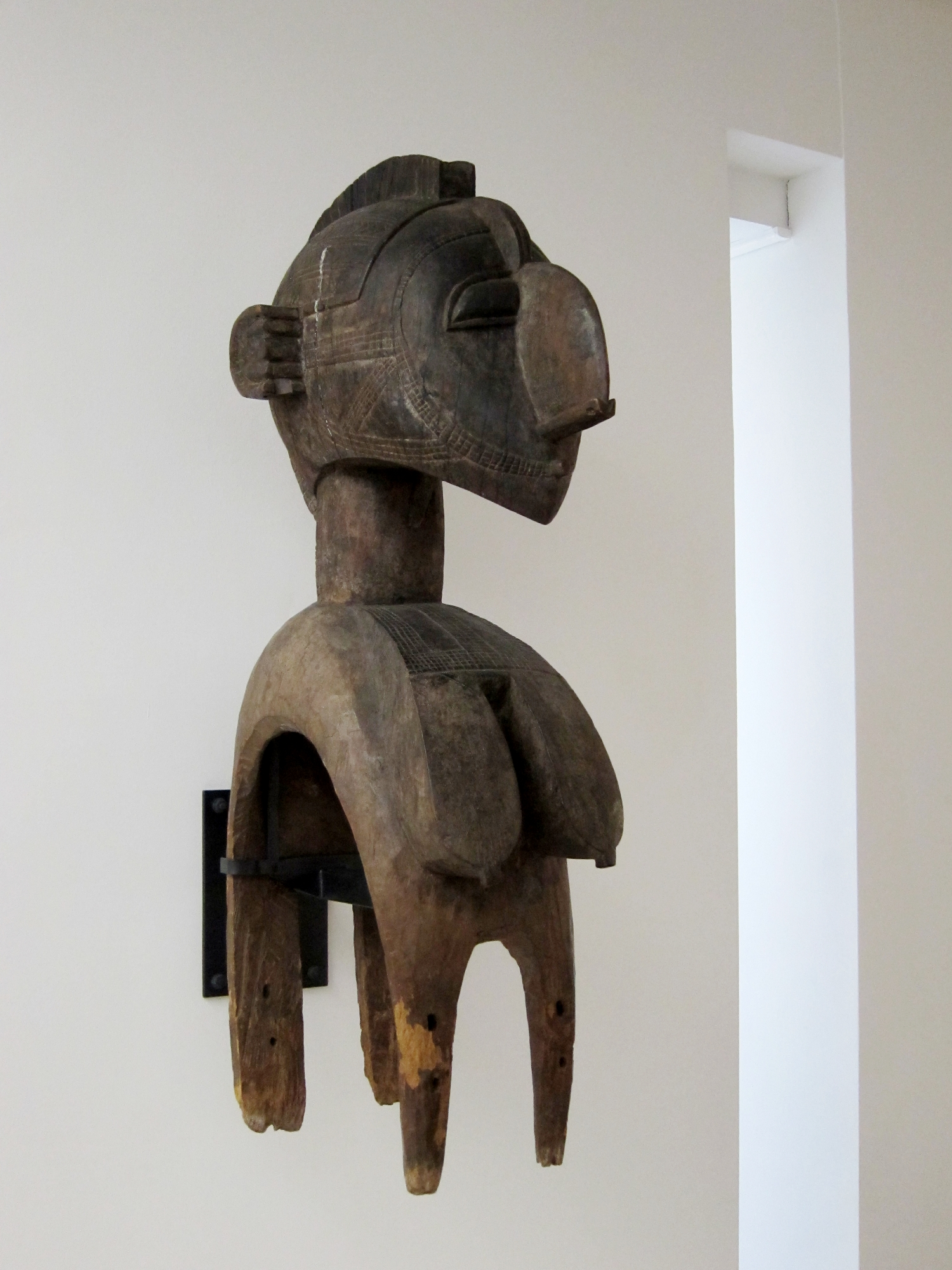
Masque nimba
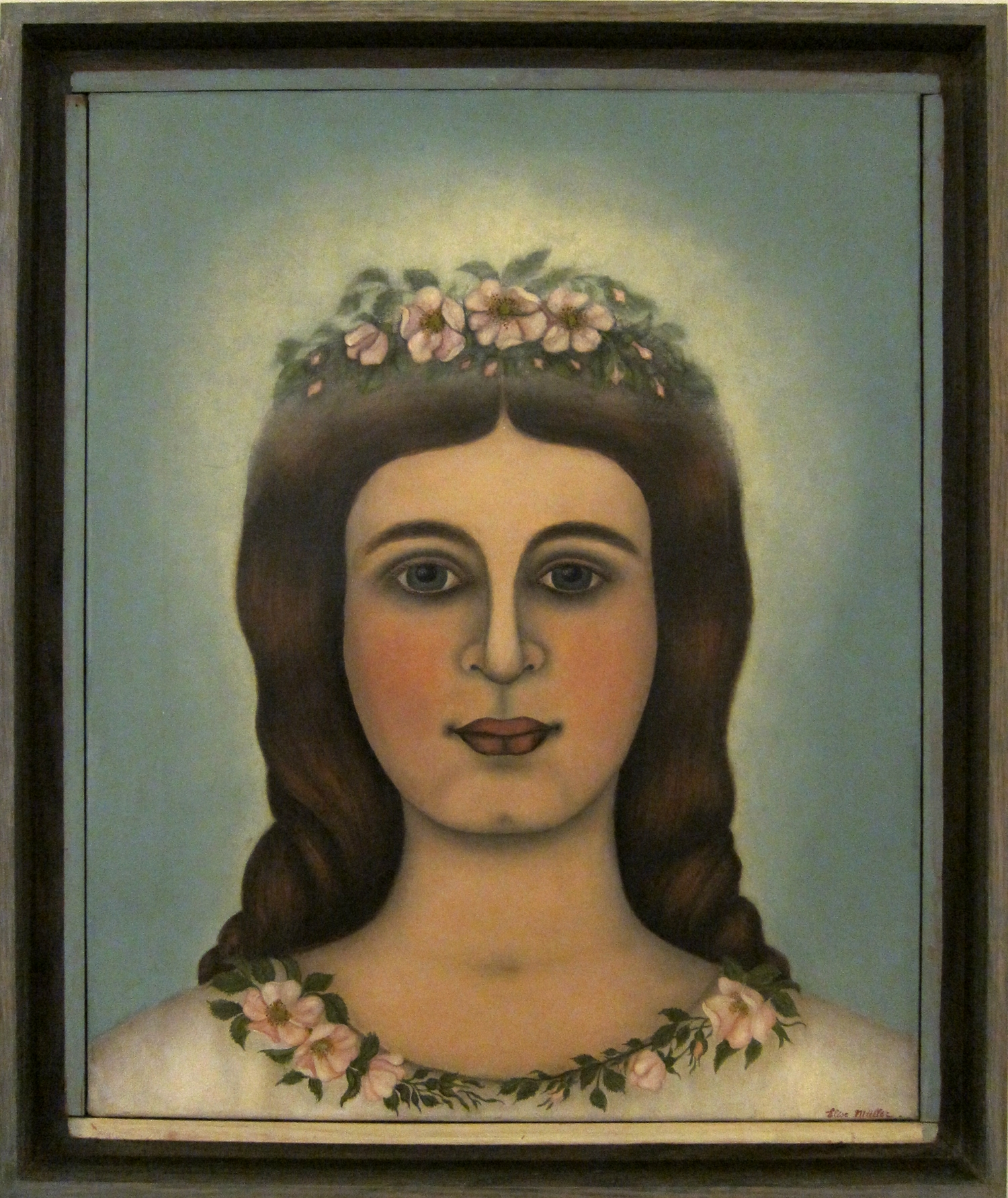
La fille de Jaïrus (1913) de Hélène Smith (1861-1929)
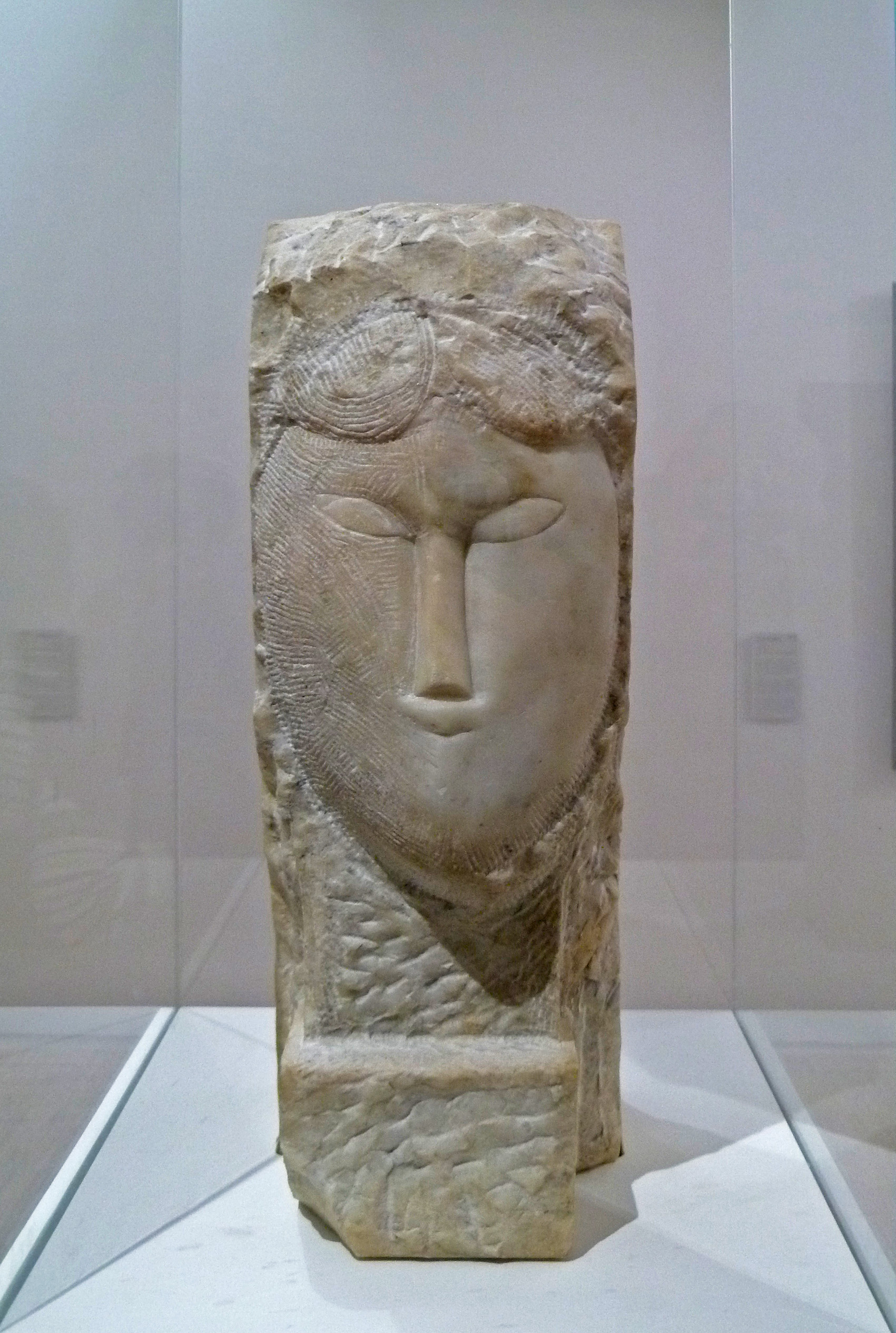
Tête de femme (ca 1913) marbre blanc d’A. Modigliani (1884-1920)
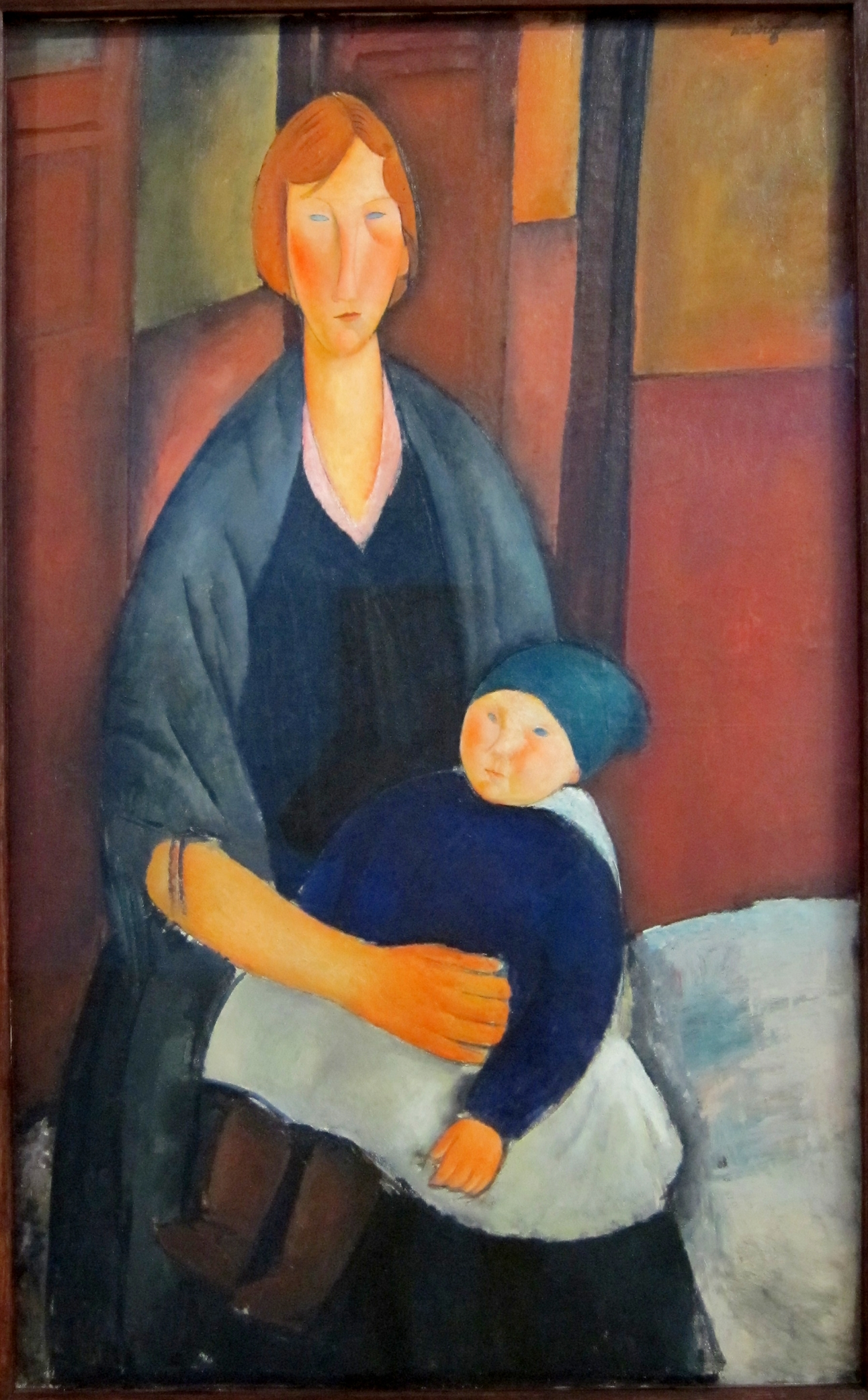
Maternité (1919) huile sur toile d’A. Modigliani
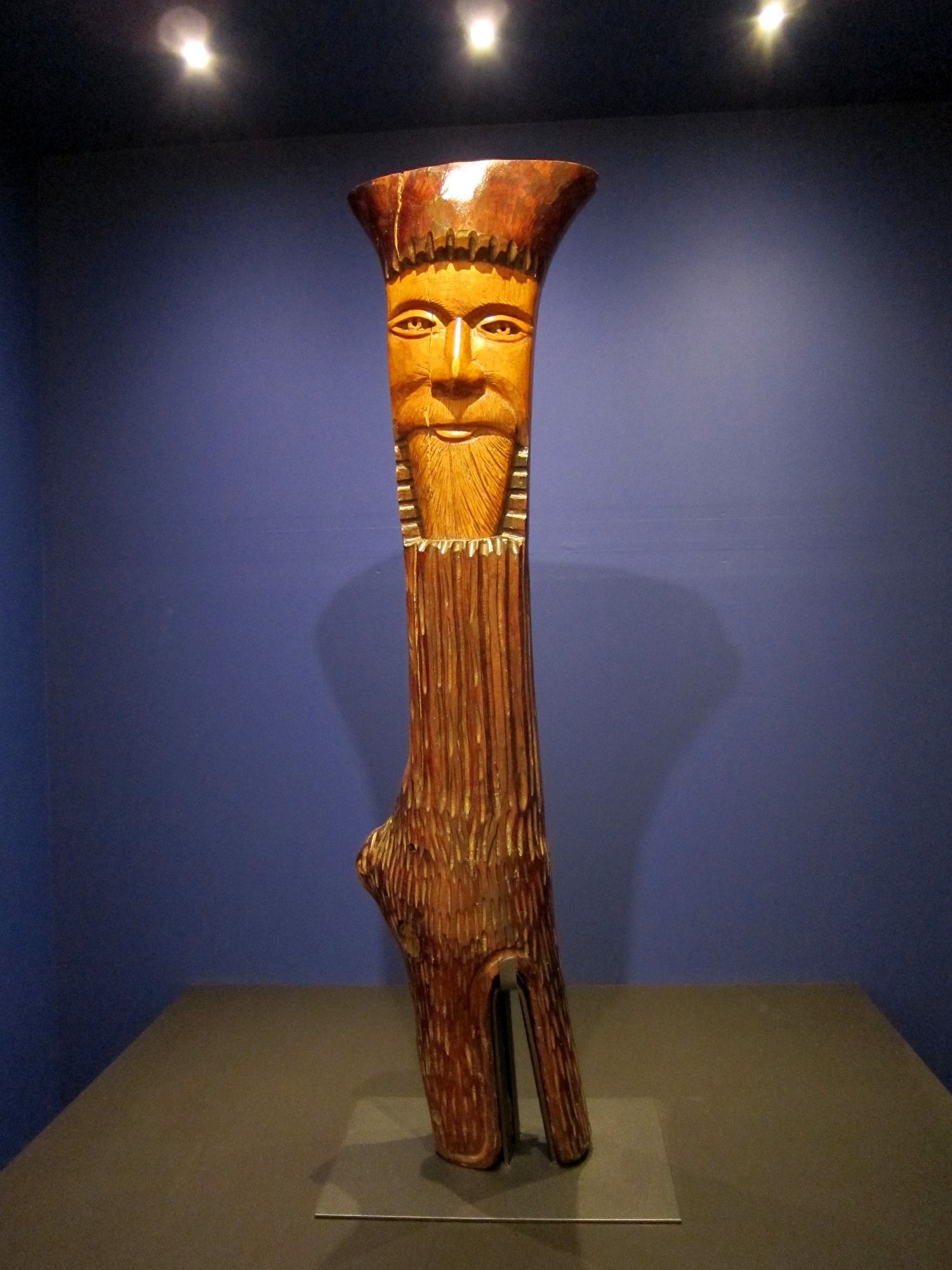
Homme-animal attribué à Adolphe Julien Fouéré

## Parc de sculptures
Les premières sculptures installées dans le parc proviennent de la collection de Jean Masurel. Il s'agit de sculptures en pierre d'Eugène Dodeigne et de Jean Roulland. Par la suite, de nouvelles acquisitions et des dépôts du Musée national d’art moderne, dont un mobile et un stabile d’Alexander Calder, Reims, Croix du Sud (1970) et Guillotine pour huit (1962), un bronze de Jacques Lipchitz, Le Chant des Voyelles (1931-1932), et une pièce monumentale de béton avec inclusion de galets de Pablo Picasso, Femme aux bras écartés (1962), sont venus enrichir le parc. En 1992, à la suite d'une commande publique de la Ville de Villeneuve d’Ascq, une sculpture en acier peint de Richard Deacon, Between Fiction and Fact, s'y est ajoutée.

## Bibliothèque
La bibliothèque rassemble près de 40 000 ouvrages relatifs à l'art moderne, à l'art contemporain et à l'art brut. Elle conserve un fonds important de revues et des fonds d’archives, un fonds multimédia, une photothèque et accueille également un centre de recherche.
La bibliothèque possède un fonds formé par achats, dons et échanges. Elle s'est enrichie grâce à cinq donations importantes : la donation Jean et Geneviève Masurel en 1979, le legs Dominique Bozo en 1994, la donation L’Aracine en 1999 et 2001, le legs Maurice Jardot en 2003 et le fonds Cor Dekkinga en 2009.

## Gestion et politique culturelle
Le LaM bénéficie depuis la « loi musée » du 4 janvier 2002 de l'appellation musée de France et a conclu à ce titre une convention avec l’État, qui lui apporte conseil et expertise et le soumet à un contrôle scientifique et technique.
Après avoir été une association loi de 1901 de 1983 à 2012, il est devenu un EPCC (Établissement Public de Coopération Culturelle) en 2012.

### Direction du Musée
Le premier conservateur du musée fut Pierre Chaigneau de 1983 à 1987. Joëlle Pijaudier-Cabot en fut quant à elle la conservatrice de 1987 à décembre 2006 (elle devint par la suite directrice des musées de Strasbourg). Olivier Donat, administrateur général, Savine Faupin et Nicolas Surlapierre, conservateurs, assurèrent la direction par intérim de l'établissement de 2006 à 2009. En juillet 2009, Sophie Lévy fut nommée directrice-conservatrice du musée, fonction qu’elle occupa jusqu’en juin 2016. C'est Sébastien Delot qui sera ensuite nommé, en janvier 2017, jusqu'en septembre 2023.
Depuis mai 2024, le LaM est dirigé par Sébastien Faucon.

### Budget et personnel
Le budget annuel du musée était de 6,5 millions d'euros en 2010, dont 5 millions sont financés par LMCU et le reste par l'État, la Ville de Villeneuve-d'Ascq et les recettes propres du LaM.
Le LaM employait 106 personnes en 2010, dont 55 prestataires.

### Programmation
En 1990, le cap des 100 000 visiteurs annuels est franchi à l'occasion de la rétrospective Fernand Léger. En 2004, l'exposition Mexique-Europe, allers-retours, 1910-1960, organisée dans le cadre de Lille 2004, Capitale Européenne de la Culture, attire plus de 155 000 visiteurs. En 2016, à l'occasion de l'exposition Amedeo Modigliani, l’œil intérieur, le LaM accueille près de 200 000 visiteurs entre le 27 février et le 5 juin. En 2019, ce sont 115 000 visiteurs que le musée a attirés avec l'exposition Alberto Giacometti, une aventure moderne, présentée du 11 mars au 11 juin 2019.
- 1990 : Fernand Léger
- 1997 : On Kawara
- 1998 : L'envers du décor
- 2000 : Daniel Buren
- 2004 : Mexique-Europe, allers-retours, 1910-1960[12]
- 2010 : Habiter poétiquement le monde[13] (du 25 septembre 2010 au 30 janvier 2011)
- 2012 : La ville magique
- 2013 : Tout ce que j'ai appris puis oublié, exposition monographique sur l'artiste suédois Jockum Nordström
- 2016 : Amedeo Modigliani, l’œil intérieur
- 2019 : Alberto Giacometti, une aventure moderne
- 2020 : William Kentridge. Un poème qui n'est pas le nôtre
- 2021 : Paul Klee. Entre mondes (du 19 novembre 2021 au 27 février 2022)
- 2022 : Annette Messager. Comme si (du 11 mai au 21 août)
- 2022 : Agnès Thurnauer. A comme Boa (du 5 février au 26 juin 2022)
- 2022 : Under the Sun (du 1 juillet au 18 septembre 2022)
- 2022 : Lâme. Etienne Chambaud (du 7 octobre 2022 au 22 janvier 2023)
- 2022 : Chercher l'or du temps. Surréalisme, art naturel, art brut, art magique (du 14 octobre 2022 au 29 janvier 2023)
- 2023 : Isamu Noguchi. Sculpter le monde (du 15 mars au 2 juillet)
- 2023 : Mohamed Bourouissa. Attracteur étrange (du 29 septembre 2023 au 21 janvier 2024)
- 2023 : Anselm Kiefer. La photographie au commencement (du 6 octobre 2023 au 03 mars 2024)
- 2024 : Marisa Merz. Ecouter l'espace[14] (du 3 mai au 22 septembre 2024)
- 2024 : Guy Brunet. Le cinéma de mon père[15] (du 5 avril au 29 septembre 2024)

### Fréquentation
Avant son extension, le musée accueillait environ 80 000 visiteurs par an. La fréquentation enregistre un pic en 2004, année où Lille est capitale européenne de la culture, avec plus de 180 000 entrées. De début 2006 à fin 2010, le musée est fermé pour travaux. Depuis sa réouverture, le nombre de visiteurs est de l'ordre de 150 000 par an. Il dépasse 260 000 en 2016 du fait du succès de l'exposition Modigliani qui reçoit 194 000 visiteurs en trois mois.
En 2024, les expositions Marisa Merz et Guy Brunet attirent respectivement 51 537 et 61 151 visiteurs.
Nombre de visiteurs par an
| 2001                                                                 | 2002   | 2003   | 2004    | 2005    | 2006 - 2010 | 2011    | 2012    | 2013    | 2014    | 2015    | 2016    | 2017    | 2018    | 2019    | 2020   |
| -------------------------------------------------------------------- | ------ | ------ | ------- | ------- | ----------- | ------- | ------- | ------- | ------- | ------- | ------- | ------- | ------- | ------- | ------ |
| 86 411                                                               | 80 012 | 78 964 | 180 652 | 118 738 | Fermeture   | 186 774 | 156 118 | 151 887 | 141 015 | 141 081 | 268 655 | 135 790 | 131 772 | 193 800 | 67 115 |
| Sources des données : Ministère de la Culture et de la Communication |        |        |         |         |             |         |         |         |         |         |         |         |         |         |        |

|           | 2023    | 2024     |
| --------- | ------- | -------- |
| Visiteurs | 168 400 | 106 708, |

### Politique tarifaire et services aux publics
En 2016, le droit de visite des collections permanentes est de 7 € pour le plein tarif et de 5 € pour le tarif réduit. Un visioguide peut être loué au prix de 2 €. L’accès est libre pour tous le premier dimanche de chaque mois, lors de la Nuit des musées et des Journées européennes du patrimoine. Des conditions particulières, des parcours accompagnés et des ateliers sont proposés aux groupes. Des visites et activités particulières de différents formats sont par ailleurs proposées au jeune public, aux adultes et aux publics spécifiques, malentendants ou malvoyants.
Le musée abrite également un restaurant et une librairie-boutique, tous deux en accès libre aux horaires d’ouverture du musée.
Le musée, son parc, son auditorium et son café-restaurant peuvent être loués, en tout ou partie, pour l’organisation d’événements privés.